# 高继充
高继充（?—?），中國五代十國時代人物，荆南贞懿王高保融次子，高继冲的弟弟。
高保融去世时，两个儿子高继冲、高继充都年幼，由弟弟高保勗即位，高保勗死后，高继冲继任荆南节度使，高继充官至归州刺史。宋朝協助武平军节度使周保权讨伐衡州刺史张文表，假道荆南，荆南归附北宋，是为荆湖之战。